# Oldenlandia laurentii
Oldenlandia laurentii är en måreväxtart som beskrevs av De Wild.. Oldenlandia laurentii ingår i släktet Oldenlandia och familjen måreväxter.
Artens utbredningsområde är Kongo-Kinshasa. Inga underarter finns listade i Catalogue of Life.